# Willem I van Namen
Willem I van Namen bijgenaamd de Rijke (1324-1391) was een zoon van graaf Jan I en Maria van Artesië. Hij was graaf van Namen van 1337 tot 1391, in opvolging van zijn broer Filips III. Hij huwde met Johanna van Henegouwen en met Catharina van Savoye. Uit het tweede huwelijk had hij de volgende kinderen:
- markgraaf Willem II van Namen (1355-1418)
- markgraaf Jan III van Namen (-1429)
- Maria (-1412), in 1370 gehuwd met haar halfbroer Gwijde II van Blois (-1397), graaf van Soissons en van Blois, nadien met Clignet van Brabant (-1428).

## Voorouders
| Voorouders van Willem I van Namen | Voorouders van Willem I van Namen                                                   | Voorouders van Willem I van Namen                                                   | Voorouders van Willem I van Namen                                           | Voorouders van Willem I van Namen                                           | Voorouders van Willem I van Namen                                         | Voorouders van Willem I van Namen                                         | Voorouders van Willem I van Namen                                       | Voorouders van Willem I van Namen                                       |
| --------------------------------- | ----------------------------------------------------------------------------------- | ----------------------------------------------------------------------------------- | --------------------------------------------------------------------------- | --------------------------------------------------------------------------- | ------------------------------------------------------------------------- | ------------------------------------------------------------------------- | ----------------------------------------------------------------------- | ----------------------------------------------------------------------- |
| Overgrootouders                   | Willem II van Dampierre (1196-1231) ∞ 1223 Margaretha II van Vlaanderen (1202-1280) | Willem II van Dampierre (1196-1231) ∞ 1223 Margaretha II van Vlaanderen (1202-1280) | Hendrik V van Luxemburg (1216-1281 ∞ 1240 Margaretha van Bar (1220-1275)    | Hendrik V van Luxemburg (1216-1281 ∞ 1240 Margaretha van Bar (1220-1275)    | Robert II van Artesië (1250-1302) ∞ 1262 Amicia van Courtenay (1250-1275) | Robert II van Artesië (1250-1302) ∞ 1262 Amicia van Courtenay (1250-1275) | Jan II van Bretagne (1239-1305) ∞ 1260 Beatrix van Engeland (1142-1275) | Jan II van Bretagne (1239-1305) ∞ 1260 Beatrix van Engeland (1142-1275) |
| Grootouders                       | Gwijde van Dampierre (±1226-1305) ∞ 1265 Isabella van Luxemburg (1247-1289)         | Gwijde van Dampierre (±1226-1305) ∞ 1265 Isabella van Luxemburg (1247-1289)         | Gwijde van Dampierre (±1226-1305) ∞ 1265 Isabella van Luxemburg (1247-1289) | Gwijde van Dampierre (±1226-1305) ∞ 1265 Isabella van Luxemburg (1247-1289) | Filips van Artesië (1269-1298) ∞ Blanche van Dreux (1270-1327)            | Filips van Artesië (1269-1298) ∞ Blanche van Dreux (1270-1327)            | Filips van Artesië (1269-1298) ∞ Blanche van Dreux (1270-1327)          | Filips van Artesië (1269-1298) ∞ Blanche van Dreux (1270-1327)          |
| Ouders                            | Jan I van Namen (1267–1330) ∞ 1309 Maria van Artesië (1291-1365)                    | Jan I van Namen (1267–1330) ∞ 1309 Maria van Artesië (1291-1365)                    | Jan I van Namen (1267–1330) ∞ 1309 Maria van Artesië (1291-1365)            | Jan I van Namen (1267–1330) ∞ 1309 Maria van Artesië (1291-1365)            | Jan I van Namen (1267–1330) ∞ 1309 Maria van Artesië (1291-1365)          | Jan I van Namen (1267–1330) ∞ 1309 Maria van Artesië (1291-1365)          | Jan I van Namen (1267–1330) ∞ 1309 Maria van Artesië (1291-1365)        | Jan I van Namen (1267–1330) ∞ 1309 Maria van Artesië (1291-1365)        |
| Willem I van Namen (1324–1391)    |                                                                                     |                                                                                     |                                                                             |                                                                             |                                                                           |                                                                           |                                                                         |                                                                         |